# حماة الكواكب
حماة الكواكب (بالإنجليزية: Saber Rider and the Star Sheriffs)‏، هو مسلسل كرتون أمريكي، تم عرضه في عام 1987 في الولايات المتحدة ويتكون من 52 حلقة. تمت دبلجة العمل من قبل أستديو الشروق للإنتاج الفني، وتم عرضه في 44 حلقة، مدة كل حلقة 20 دقيقة تقريبًا.

## قصة المسلسل
في أواخر (القرن 21 أوأوائل القرن 22) يهدد الجنس البشري مخلوقات وصلت إلى النجوم التي قدمت لعدد من الكواكب وهم الخارجين على القانون، ومدراء الشرطة الخاصة وهم من عملاء فرسان القيادة، يحاولون إنفاذ الأرض وابعاد الخارحين عن القانون.

## الشخصيات

### الشخصيات الرئيسية
- كرة اللهب: وهو مسلح واسع النطاق على ترسانة من الأسلحة.
- نوار: فتاة لديها العديد من المواهب وفنون القتال، والتي تضيف إلى شخصيتها القوية في الصراع ضد Outriders، ولديها حصان معدني زهري اللون.
- السيف البتار: قائد الوحدة، وزعيم مدراء الشرطة، دائما بارد الأعصاب ولديه حساب ووزن للامور والهدوء، ويجيد استخدام السيف جيداً والفروسية أيضا.
- رشيق: مهاراته مع البنادق لا مثيل لها كما أنه يدرس في أكاديمية الطلاب المبتدئين على الاستخدام السليم للأسلحة النارية.

### الأعداء
- العدو الرئيسي للقيادة الفرسان ومدراء الشرطة هي المخلوقات غير البشرية الضبابيه، الكائنات المعروفة باسم (أو Outriders) من بعد اخر يهاجموا المستوطنين ويقومون بتدمير المستوطنات وخطف البشر.
- ال Outriders: هم كائنات ضبابية تتفوق على البشر في المعارك والتكنولوجيا.
- زعيم الخارجين عن القانون: يرتدي قناع ويحب الظلام والقسوة وإذا تم القضاء عليه يموتون جيمع الخارجين عن القانون.
- جيسي الأزرق: جسي بلو كان عضو من حماة الكواكب ولكنه انضم لاعدائهم الضبابيين أي الخارجين عن القانون.

## الدبلجة العربية
- أحمد أبو سويلم
- سناء المفلح
- فاطمة سعد
- خضر بيضون
- جهاد مناصرة
- رفعت النجار
- مصطفى أبو هنود
- غادة فرح
- خليل شحادة
- بلال صوالحة
- سلام زهرة
- تيسير عبد الحافظ
- منير قدومي
- محمد بديوي

## روابط خارجية
- حماة الكواكب على موقع IMDb (الإنجليزية)
- حماة الكواكب على موقع كينوبويسك (الروسية)
- حماة الكواكب على موقع قاعدة بيانات الفيلم (الإنجليزية)